# Пулавяне
«Пулавяне» (пол. Puławianie) — внутрипартийная группировка в ПОРП 1950-х годов. Название происходит от Пулавской улицы в Варшаве, где проживали принадлежавшие к этой группе функционеры правящей компартии ПНР. Объединяла преимущественно интеллектуалов еврейского происхождения. Первоначально отличалась сталинистским догматизмом, после XX съезда КПСС выступала за ограниченную либерализацию режима. Одержала победу во внутрипартийном противостоянии над консервативной группой «натолинцев», способствовала  приходу к власти Владислава Гомулки.

## Состав
Лидерами «пулавян» являлись Леон Касман и Роман Замбровский. Оба происходили из еврейской буржуазии и интеллигенции, сделали карьеру в идеологическом аппарате ППР–ПОРП, участвовали во Второй мировой войне, занимали административные и хозяйственные должности в ПНР. До середины 1950-х они оба имели политическую репутацию ортодоксальных сталинистов.
«Пулавяне» преимущественно опирались на интеллигентскую часть партийного актива, функционеров идеологического аппарата, СМИ, научных и культурных учреждений. Они располагали также сильными позициями в спецслужбах. Многие из них были этническими евреями. Типичные фигуры в этом плане – заведующий отделом пропаганды ЦК ПОРП Ежи Альбрехт, секретарь Варшавского комитета ПОРП Стефан Сташевский, один из руководителей МВД Антоний Альстер, философ и политолог Адам Шафф, партийный журналист Роман Верфель. Однако к «пулавянам» причислялись и видные партийно-государственные функционеры польской национальности – Эдвард Герек, Пётр Ярошевич, Генрик Яблоньский, Мечислав Раковский, Анджей Верблан, Януш Зажицкий, Адам Рапацкий, Оскар Ланге, Хелена Яворская.

## Противоборство
До середины 1950-х «пулавяне» отличались ортодоксально-сталинистской позицией. Они в полной мере поддерживали руководящий триумвират в составе Болеслава Берута, Хилари Минца и Якуба Бермана, проводивший политику советизации Польши и массовых репрессий. Но после XX съезда КПСС группа резко изменила направленность и стала выступать за либерализацию режима.
Этот поворот вызвал резкую критику противостоящей внутрипартийной фракции (термин условен, поскольку фракционность в ПОРП была запрещена) — «натолинцев» во главе с вице-премьером Францишеком Юзвяком, председателем Госсовета Александром Завадским, председателем официальных профсоюзов Виктором Клосевичем, жешувским партийным секретарём Владиславом Кручеком. «Натолинцы» не только категорически отвергали планы либерализации и настаивали на сохранении статус-кво, но и обвиняли «пулавян» в лицемерии. Реформаторские призывы «натолинцы» считали абсолютно неискренними и продиктованными стремлением сохранить руководящие позиции в новой обстановке.
Парадоксальной была в этом конфликте позиция руководства КПСС. Никита Хрущёв поддерживал «натолинцев», противников линии XX съезда — поскольку также не верил в искренность «пулавян».
В октябре 1956 состоялся пленум ЦК ПОРП. «Пулавяне» поддержали Владислава Гомулку и тем самым одержали решающую победу над «натолинцами». Кадры «пулавян» оставались на руководящих должностях, тезисы их программы реализовывались в политике ПОРП.

## Политические итоги
Своеобразный «натолинский реванш» совершился во второй половине 1960-х. Программу «натолинцев» в существенных чертах унаследовала «фракция партизан», возглавленная Мечиславом Мочаром. Политический кризис 1968 сопровождался антисемитской кампанией (именно тогда ряд бывших «пулавян» вынужден был покинуть занимаемые посты) и привёл к резкому ужесточению режима. Владислав Гомулка в целом перешёл на «натолинские» позиции.
Однако уже в 1971 рабочие протесты, несмотря на жестокое подавление, фактически опрокинули партийно-государственное руководство. К власти пришла группа Эдварда Герека, политика которой имела выраженные «пулавянские» черты.
В 1980-х годах видную роль в партийном руководстве играл бывший «пулавянин» Мечислав Раковский, ставший «последним секретарём» ПОРП. Анджей Верблан, к тому времени член Политбюро, выступал как покровитель реформаторских «горизонтальных структур». Высказывается мнение, что «пулавянская» идеология повлияла в молодости на таких деятелей польского диссидентства, КОС-КОР и «Солидарности», как Адам Михник, Кароль Модзелевский, Яцек Куронь. С оппозиционным движением сотрудничала «пулавянка» Целина Буджиньская.